# Liste der Schrotholzkirchen in Oberschlesien

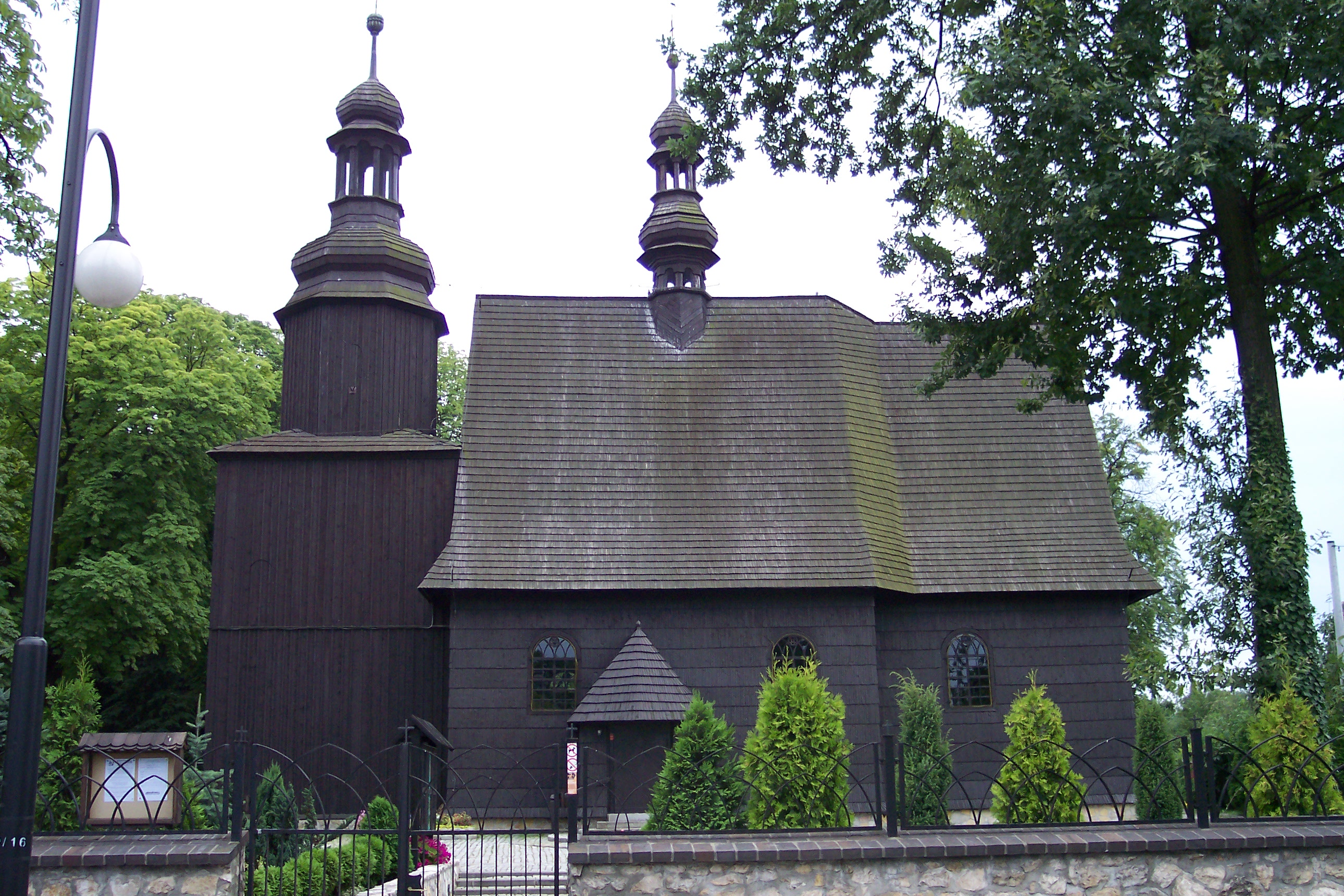
Die Mariä-Himmelfahrt-Kirche in Gliwice (Gleiwitz)

Diese Liste führt die Schrotholzkirchen in Oberschlesien (Woiwodschaft Schlesien und Woiwodschaft Oppeln) auf. Die meisten Schrotholzkirchen sind durch die Holzarchitekturroute – Szlak Architektury Drewnianej (SAD) touristisch erschlossen. Diese Objekte sind in der Liste mit dem Link zur SAD-Nr. versehen.

## Woiwodschaft Schlesien

### Chorzów(Königshütte)
| Lage                                                            | Objekt                           | Beschreibung | NID-Nr.   | Bild           |
| --------------------------------------------------------------- | -------------------------------- | --- | --------- | -------------- |
| Chorzów (Königshütte), ul. Konopnickiej 29 / Lwowska (Standort) | St.-Laurentius-Kirche in Chorzów | errichtet 1599 in Knurów, 1938 umgesetzt, siehe SAD-Nr. 83                                                                                       | A/1199/72 | weitere Bilder |
| Chorzów, ul. Parkowa 25 (Standort)                              | Josefskirche in Chorzów          | im Freilichtmuseum „Oberschlesischer Ethnografischer Park“ in Chorzów, urspr. in Nieboczowy in Kreis Wodzisław Śląski (Loslau), siehe SAD-Nr. 82 | -         | weitere Bilder |

### Gliwice(Gleiwitz)
| Lage                                                        | Objekt                   | Beschreibung                       | NID-Nr.  | Bild           |
| ----------------------------------------------------------- | ------------------------ | ---------------------------------- | -------- | -------------- |
| Gliwice, ul. Kozielska 29 (Standort)                        | Mariä-Himmelfahrt-Kirche | siehe SAD-Nr. 6                    | A/322/60 | weitere Bilder |
| Gliwice, OT Ostropa (Ostroppa), ul. Piekarska 13 (Standort) | Georgskirche Gleiwitz    | errichtet 1667/68, siehe SAD-Nr. 5 | A/355/60 | weitere Bilder |

- Ehemals: Brzezinka (abgetragen von 1890 bis 1899), Evangelische Kirche in Czechowice (Schechowitz)

### Powiat Gliwicki(Kreis Gleiwitz)
| Lage                                                      | Objekt                                             | Beschreibung                                                               | NID-Nr.               | Bild           |
| --------------------------------------------------------- | -------------------------------------------------- | -------------------------------------------------------------------------- | --------------------- | -------------- |
| Bojszów (Boitschow), ul. Kościelna 14 (Standort)          | Allerheiligenkirche in Bojszów                     | errichtet im 15./16. Jh., siehe SAD-Nr. 77                                 | A/344/60              | weitere Bilder |
| Paczyna (Groß Patschin), ul. Wiejska 67 (Standort)        | Glockenturm bei der Pfarrkirche in Paczyna         | errichtet 1679, nur noch der Kirchturm erhalten, siehe SAD-Nr. 33          | A/300/60              | weitere Bilder |
| Poniszowice (Ponischowitz), ul. Cicha (Standort)          | Kirche des hl. Johannes des Täufers in Poniszowice | errichtet 15. / 17. Jh., siehe SAD-Nr. 39                                  | A/305/50              | weitere Bilder |
| Poniszowice (Ponischowitz), ul. Cicha (Standort)          | Glockenturm der Johanneskirche in Poniszowice      | 1520                                                                       | A/356/60              | weitere Bilder |
| Rachowice (Rachowitz), ul. Wiejska 9 (Standort)           | Dreifaltigkeitskirche in Rachowice                 | errichtet 1668, siehe SAD-Nr. 45                                           | A/357/60              | weitere Bilder |
| Rudziniec (Rudzinitz), ul. Lipowa 52 (Standort)           | Erzengel-Michael-Kirche in Rudziniec               | errichtet 1657, siehe SAD-Nr. 46                                           | A/359/60              | weitere Bilder |
| Sierakowice (Schierakowitz), ul. Wiejska 1 (Standort)     | Katharinenkirche in Sierakowice                    | Kirche der hl. Katharina von Alexandrien, errichtet 1675, siehe SAD-Nr. 50 | A/298/50              | weitere Bilder |
| Sieroty (Schieroth), ul. Wiejska 54 (Standort)            | Allerheiligenkirche in Sieroty                     | errichtet 1707, siehe SAD-Nr. 51                                           | A/283/60              | weitere Bilder |
| Smolnica/Smolnitz, ul. Wiejska (Standort)                 | Bartholomäuskirche in Smolnica                     | errichtet 1603, siehe SAD-Nr. 53                                           | A/495/56              | weitere Bilder |
| Wilcza, ul. K. Miarki (Standort)                          | Nikolaikirche in Wilcza                            | siehe SAD-Nr. 86                                                           | A/564/66              | weitere Bilder |
| Zacharzowice (Sacharsowitz), ul. Wiejska (Standort)       | St.-Lorenz-Kirche in Sacharsowitz                  | siehe SAD-Nr. 66                                                           | A/281/60              | weitere Bilder |
| Żernica (Deutsch Zernitz), ul. Leopolda Miki 3 (Standort) | Erzengel-Michael-Kirche in Żernica                 | errichtet 1648, siehe SAD-Nr. 72                                           | A/299/56 und A/375/60 | weitere Bilder |

- Ehemals: Bycina (Bitschin), Chechło (Chechlau), Gierałtowice (Gieraltowitz) (heute in Rybnik), Łącza (Latscha) (1994 abgebrannt), Pniów (abgebrannt), Kirche und Kapelle in Przyszowice (Preiswitz), Rudno (Rudnau) (1922 abgetragen)

### Jastrzębie-Zdrój(Bad Königsdorff-Jastrzemb)
| Lage                                                 | Objekt                                               | Beschreibung                                                                                         | NID-Nr.               | Bild           |
| ---------------------------------------------------- | ---------------------------------------------------- | --- | --------------------- | -------------- |
| Jastrzębie-Zdrój, ul. ks. bp. Bednorza 1A (Standort) | Kirche St. Barbara und St. Josef in Jastrzębie-Zdrój | errichtet im 17. Jh., urspr. in Jedłownik (Jedlownik) in Wodzisław Śląski (Loslau), siehe SAD-Nr. 14 | A/281/50 und A/738/66 | weitere Bilder |

- Ehemals: Moszczenica (Moschczenitz) (1938 abgebrannt), Ruptawa (Ruptau) (1972 nach Kaczyce (Katschitz) im Teschener Schlesien umgesetzt)

### Powiat Lubliniecki(Kreis Lublinitz)
| Lage                                                                      | Objekt                                                              | Beschreibung                                                               | NID-Nr.                           | Bild           |
| ------------------------------------------------------------------------- | ------------------------------------------------------------------- | -------------------------------------------------------------------------- | --------------------------------- | -------------- |
| Boronów (Boronow), ul. Wolności 1 (Standort)                              | Mutter-Gottes-Kirche in Boronów                                     | errichtet 1611, siehe SAD-Nr. 78                                           | A/378/60 und A/68/78              | weitere Bilder |
| Brusiek (Bruschiek), Kościelna (Standort)                                 | Kirche des hl. Johannes des Täufers in Brusiek                      | errichtet im 17. Jh., siehe SAD-Nr. 80                                     | A/379/60 und A/69/78              | weitere Bilder |
| Cieszowa (Czieschowa), ul. Szkolna 27 (Standort)                          | Martinskirche in Cieszowa                                           | errichtet 1751, siehe SAD-Nr. 85                                           | A/72/78                           | weitere Bilder |
| Gwoździany (Gwosdzian), ul. Topolowa 14 (Standort)                        | Kirche Mariä Geburt in Gwoździany                                   | 1976 von Kostellitz umgesetzt, siehe SAD-Nr. 8                             | A/80/54 und A/154/78              | weitere Bilder |
| Koszęcin (Koschentin), ul. św. Trójcy 3 (Standort)                        | Dreifaltigkeitskirche in Koszęcin (Koschentin)                      | errichtet 1724, siehe SAD-Nr. 19                                           | A/391/60 und A/80/78              | weitere Bilder |
| Lubliniec (Lublinitz), ul. Pasieczna 3 (Standort)                         | Kirche St. Anna in Lubliniec                                        | errichtet 1653, siehe SAD-Nr. 22                                           | A/398/60 und A/84/78              | weitere Bilder |
| Sadów (Sodow), OT von Koszęcin (Koschentin), ul. Powstańców 95 (Standort) | Glockenturm mit Schrotholzelementen neben der Josefskirche in Sadów | gemauerte Kirche und Glockenturm mit Schrotholzelementen, siehe SAD-Nr. 49 | R/493/56 und A/408/60 und A/94/76 | weitere Bilder |
| Woźniki (Woischnik), ul. Tarnogórska 2 (Standort)                         | Valentinskirche in Woźniki                                          | errichtet 1696, siehe SAD-Nr. 63                                           | A/414/60 und A/99/78              | weitere Bilder |

- Ehemals: Ciasna (Cziasnau) (1934 von Botzanowitz umgesetzt, 1985 abgebrannt), Lisów (Lissau), Łagiewniki Wielkie (Groß Lagiewnik) (1961 abgebrannt)

### Powiat Mikołowski(Kreis Nicolai)
| Lage                                                                        | Objekt                       | Beschreibung           | NID-Nr.  | Bild           |
| --------------------------------------------------------------------------- | ---------------------------- | ---------------------- | -------- | -------------- |
| Mikołów (Nicolai), OT Borowa Wieś (Neudorf), ul. Gliwicka 354 (Standort)    | Nikolaikirche in Mikołów     | 1720, siehe SAD-Nr. 28 | A/676/66 | weitere Bilder |
| Mikołów (Nicolai), OT Paniowy (Groß Paniow), ul. Staromiejska 92 (Standort) | Peter-Paul-Kirche in Mikołów | siehe SAD-Nr. 29       | A/711/66 | weitere Bilder |

### Powiat Pszczyński(Kreis Pleß)
| Lage                                                          | Objekt                                        | Beschreibung                                                               | NID-Nr.             | Bild           |
| ------------------------------------------------------------- | --------------------------------------------- | -------------------------------------------------------------------------- | ------------------- | -------------- |
| Ćwiklice (Cwiklitz), ul. Zawadzkiego 9 (Standort)             | Barockkirche St. Martin in Ćwiklice           | errichtet im 17. Jh., siehe SAD-Nr. 43                                     | 28/485 und A-432/60 | weitere Bilder |
| Góra (Guhrau), ul. Kościelna 32 (Standort)                    | Barbarakirche in Góra                         | errichtet im 16. Jh., siehe SAD-Nr. 90                                     | 475/56 und 435/60   | weitere Bilder |
| Grzawa, ul. Kościelna 1 (Standort)                            | Kirche des hl. Johannes des Täufers in Grzawa | errichtet um 1690, siehe SAD-Nr. 7                                         | 437/65              | weitere Bilder |
| Łąka (Lonkau), ul. Kazimierza Przerwy–Tetmajera (Standort)    | Nikolaikirche in Łąka                         | errichtet im 19. Jh., siehe SAD-Nr. 44                                     | 503/65              | weitere Bilder |
| Łąka (Lonkau), ul. Kazimierza Przerwy–Tetmajera (Standort)    | Glockenturm der Nikolaikirche in Łąka         | Turm 1660                                                                  | 485/56 und 447/65   | weitere Bilder |
| Miedźna (Miedzna), ul. Wiejska 47 (Standort)                  | Kirche des hl. Clemens in Miedźna             | errichtet im 17. Jh., siehe SAD-Nr. 27                                     | 450/65              | weitere Bilder |
| Pielgrzymowice (Pilgramsdorf), ul. Karola Miarki 6 (Standort) | Katharinenkirche in Pielgrzymowice            | Kirche der hl. Katharina von Alexandrien, errichtet 1675, siehe SAD-Nr. 36 | A/456/65            | weitere Bilder |
| Wisła Mała (Deutsch Weichsel), ul. Pawia 13 (Standort)        | Jakobuskirche in Wisła Mała                   | errichtet 1775, siehe SAD-Nr. 92                                           | 489/65              | weitere Bilder |

- Ehemals: Warszowice (Warschowitz)

### Powiat Raciborski(Kreis Ratibor)
| Lage | Objekt                            | Beschreibung                     | NID-Nr.                  | Bild           |
| --- | --------------------------------- | -------------------------------- | ------------------------ | -------------- |
| Pietrowice Wielkie (Groß Peterwitz), OT Gródczanki (Ratsch), Skowronów (Kolonie Lerchenfeld), ul. Bończyka (Standort) | Kreuzkirche in Pietrowice Wielkie | errichtet 1667, siehe SAD-Nr. 37 | A-93/54 und A/1750/93/98 | weitere Bilder |

- Ehemals: Cyprzanów (Janowitz), Krowiarki (Preußisch Krawarn), Kuźnia Raciborska (Ratiborhammer), Lubowitz, Markowice (Markowitz) – Stadtteil von Racibórz (Ratibor), Ostróg (Ostrog) – Stadtteil von Racibórz (Ratibor) (1868 nach Herzoglich Zawada umgesetzt), Pawłów (Pawlau), Rudnik, Rudyszwałd (Ruderswald), Sławików (Slawikau), Zabełków (Zabelkau) (1850 von Slawikau umgesetzt, 1976 abgebrannt), Zawada Książęca (Herzoglich Zawada) (1992 abgebrannt)

### Rybnik
| Lage                                                         | Objekt                             | Beschreibung                                                                              | NID-Nr.               | Bild           |
| ------------------------------------------------------------ | ---------------------------------- | ----------------------------------------------------------------------------------------- | --------------------- | -------------- |
| Rybnik, OT Ligota - Ligocka Kuźnia, ul. Wolna 125 (Standort) | Laurentiuskirche in Ligocka Kuźnia | 1975 von Boguszowice Stare (Boguschowitz) nach Ligocka Kuźnia umgesetzt, siehe SAD-Nr. 47 | A/556/67 und A/559/66 | weitere Bilder |
| Rybnik, OT Wielopole, ul. Górna (Standort)                   | Katharinenkirche in Rybnik         | 1534, siehe SAD-Nr. 48                                                                    | A/560/66              | weitere Bilder |

### Powiat Rybnicki(Kreis Rybnik)
| Lage                                                                                     | Objekt                                       | Beschreibung                     | NID-Nr.           | Bild           |
| ---------------------------------------------------------------------------------------- | -------------------------------------------- | -------------------------------- | ----------------- | -------------- |
| Bełk (Belk), ul. Kościelna (Standort)                                                    | Kirche der hl. Maria Magdalena in Bełk       | errichtet 1753, siehe SAD-Nr. 73 | A/558/66          | weitere Bilder |
| Jankowice Rybnickie (Königlich Jankowitz), ul. Rybnicka 34 (Standort)                    | Corpus-Christi-Kirche in Jankowice Rybnickie | errichtet 1674, siehe SAD-Nr. 13 | 558/57 und 562/66 | weitere Bilder |
| Palowice (Pallowitz), Dorf der Gmina Czerwionka-Leszczyny, ul. Woszczycka 17a (Standort) | Dreifaltigkeitskirche in Palowice            | errichtet 1606, siehe SAD-Nr. 34 | A/563/66          | weitere Bilder |

- Ehemals: Leszczyny (Leschczin), Lyski (Lissek), Raszczyce (Raschütz), Świerklany Dolne (Nieder Schwirklau) (1928 abgebrannt)

### Powiat Tarnogórski(Kreis Tarnowitz)
| Lage                                                      | Objekt                                              | Beschreibung                     | NID-Nr.               | Bild           |
| --------------------------------------------------------- | --------------------------------------------------- | -------------------------------- | --------------------- | -------------- |
| Księży Las (Xiondslas), ul. Wiejska (Standort)            | Erzengel-Michael-Kirche in Księży Las (Herzogshain) | errichtet 1494, siehe SAD-Nr. 20 | A/483/56              | weitere Bilder |
| Miasteczko Śląskie (Georgenberg), ul. Dworcowa (Standort) | Kirche Mariä Himmelfahrt in Miasteczko Śląskie      | errichtet 1666, siehe SAD-Nr. 26 | A/605/66              | weitere Bilder |
| Szałsza (Schalscha), ul. Kościelna (Standort)             | Kirche Mariä Geburt in Szałsza                      | errichtet 1794, siehe SAD-Nr. 56 | A/496/56 und A/282/60 | weitere Bilder |

- Ehemals: Karchowice (Karchowitz), Wieszowa (Wieschowa), Ziemięcice (Ziemintzitz)

### Powiat Wodzisławski(Kreis Loslau)
| Lage                                                           | Objekt                         | Beschreibung                                                | NID-Nr.           | Bild           |
| -------------------------------------------------------------- | ------------------------------ | ----------------------------------------------------------- | ----------------- | -------------- |
| Gołkowice (Golkowitz), ul. 1 Maja (Standort)                   | Annenkirche in Gołkowice       | verschalte Fachwerkkirche, errichtet 1878, siehe SAD-Nr. 91 | 759/66            | weitere Bilder |
| Lubomia (Lubom), ul. Polnej / św. Jana Nepomucena 8 (Standort) | Nepomukkapelle in Lubomia      | errichtet um 1700, siehe SAD-Nr. 23                         | 557/57 und 739/66 | weitere Bilder |
| Łaziska (Lazisk), ul. Powstańców Śląskich 124 (Standort)       | Allerheiligenkirche in Łaziska | errichtet 1467, siehe SAD-Nr. 24                            | 732/66            | weitere Bilder |

- Ehemals: Godów (Godow), Gorzyce (Groß Gorschütz) (Nach Pilchowitz umgesetzt und später abgetragen), Jedłownik (Jedlownik) in Wodzisław Śląski (Loslau) (Jetzt in Jastrzębie-Zdrój (Bad Königsdorff-Jastrzemb)), Kirche in Lubomia (Lubom), Marklowice (Marklowitz), Mszana (Mschanna), Połomia (Pohlom), Rogów (Rogau), Rydułtowy (Rydultau), Skrzyszów (Skrzischow), Syrynia (Syrin) (nach Kattowitz umgesetzt), Nieboczowy (nach Chorzów).

### Zabrze(Hindenburg)
| Lage                                                                | Objekt                                   | Beschreibung | NID-Nr.  | Bild           |
| ------------------------------------------------------------------- | ---------------------------------------- | --- | -------- | -------------- |
| Zabrze (Hindenburg), OT Zaborze, ul. Wolności 504 (Standort)        | St.-Hedwig-Kirche in Zabrze              | Kirche der Heiligen Hedwig von Schlesien im OT Zaborze, errichtet 1928–1929 nach einem Entwurf von Karol Kuttentodt in Form eines Zwölfecks mit vier Türmen, siehe SAD-Nr. 64 | A/225/08 | weitere Bilder |
| Zabrze, OT Mikulczyce (Mikultschütz), ul. Brygadzistów 4 (Standort) | Evangelische Kirche in Zabrze-Mikulczyce | errichtet 1937 im OT Mikulczyce (Mikultschütz), siehe SAD-Nr. 65 | A/378/12 | weitere Bilder |

### Weitere in der Woiwodschaft Schlesien
| Lage                                                                                 | Objekt                                  | Beschreibung                                                                                               | NID-Nr.   | Bild           |
| ------------------------------------------------------------------------------------ | --------------------------------------- | --- | --------- | -------------- |
| Bieruń Stary (Alt Berun), ul. Krakowska 39, im Powiat Bieruńsko-Lędziński (Standort) | Valentinskirche in Bieruń               | errichtet im 17. Jh., siehe SAD-Nr. 89                                                                     | A/674/66  | weitere Bilder |
| Kattowitz, Kościuszko-Park im OT Brynów, ul. Kościuszki 112 (Standort)               | Erzengel-Michael-Kirche und Glockenturm | errichtet 1510, 1938 von Syrynia (Syrin) im Powiat Wodzisławski nach Kattowitz umgesetzt, siehe SAD-Nr. 17 | A/1179/71 | weitere Bilder |

## Woiwodschaft Oppeln

### Powiat Kędzierzyńsko-Kozielski(Kreis Kandrzin-Cosel)
| Lage                                                      | Objekt                    | Beschreibung   | NID-Nr. | Bild                      |
| --------------------------------------------------------- | ------------------------- | -------------- | ------- | ------------------------- |
| Bryksy (St. Brixen) bei Gościęcin (Kostenthal) (Standort) | Brixiuskirche in Bryksy   | errichtet 1661 |         | Brixiuskirche in Bryksy   |
| Przewos (Standort)                                        | Thaddäuskirche in Przewos | errichtet 1559 |         | Thaddäuskirche in Przewos |

- Ehemals: Gieraltowitz, Groß Neukirch, Grzendzin, Karchów (Karchwitz), Krzanowitz (siehe Langlieben), Lenschütz, Lohnau, Oderwalde

### Powiat Kluczborski(Kreis Kreuzburg O.S.)
| Lage                                                            | Objekt                                              | Beschreibung                                                                      | NID-Nr. | Bild                                   |
| --------------------------------------------------------------- | --------------------------------------------------- | --------------------------------------------------------------------------------- | ------- | -------------------------------------- |
| Bąków (Bankau) (Standort)                                       | Marienkirche in Bąków                               | errichtet um 1500                                                                 |         | Marienkirche in Bąków                  |
| Biskupice (Bischdorf) (Standort)                                | Johanneskirche in Biskupice                         | errichtet 1626, Turm 1777                                                         |         | weitere Bilder                         |
| Brzezinki (Bresinke) (Standort)                                 | Schrotholzkirche in Brzezinki                       |                                                                                   |         | Schrotholzkirche in Brzezinki          |
| Gierałcice (Jeroltschütz), OT von Wołczyn (Konstadt) (Standort) | Schrotholzkirche in Gierałcice                      | errichtet 1694                                                                    |         | Schrotholzkirche in Gierałcice         |
| Gołkowice (Golkowitz) (Standort)                                | Johanneskirche in Gołkowice                         | errichtet 1766/67                                                                 |         | weitere Bilder                         |
| Groß Lassowitz (Standort)                                       | Allerheiligenkirche in Groß Lassowitz               | errichtet 1599                                                                    |         | Allerheiligenkirche in Groß Lassowitz  |
| Jakubowice (Jakobsdorf) (Standort)                              | Mutter-Gottes-Kirche in Jakubowice                  | errichtet 1585                                                                    |         | Mutter-Gottes-Kirche in Jakubowice     |
| Klein Lassowitz (Standort)                                      | Marienkirche in Klein Lassowitz                     | errichtet 1688                                                                    |         | Marienkirche in Klein Lassowitz        |
| Komorzno (Reinersdorf) (Standort)                               | Herz-Jesu-Kirche in Komorzno                        | errichtet 1753                                                                    |         | Herz-Jesu-Kirche in Komorzno           |
| Kotschanowitz (Standort)                                        | Schrotholzkirche in Kotschanowitz                   |                                                                                   |         | Schrotholzkirche in Kotschanowitz      |
| Krzywiczyny (Schönfeld) (Standort)                              | Trinitatiskirche in Krzywiczyny                     | errichtet 1623                                                                    |         | Trinitatiskirche in Krzywiczyny        |
| Laskowitz (Standort)                                            | Laurentiuskirche in Laskowitz                       | errichtet 1686                                                                    |         | Laurentiuskirche in Laskowitz          |
| Ligota Górna (Ober Ellguth) (Standort)                          | Schrotholzkirche (Friedhofskapelle) in Ligota Górna | errichtet 1787                                                                    |         | weitere Bilder                         |
| Maciejów (Matzdorf) (Standort)                                  | Christkönigskirche in Maciejów                      | errichtet im 16. Jh.                                                              |         | Christkönigskirche in Maciejów         |
| Miechowa (Omechau) (Standort)                                   | Hyazinthkirche in Miechowa                          | errichtet 1529                                                                    |         | Hyazinthkirche in Miechowa             |
| Nasale (Nassadel) (Standort)                                    | Laurentiuskirche in Nasale                          | errichtet 1730, 1939 von Seichwitz umgesetzt, 2010 abgebrannt, 2013 neu errichtet |         | weitere Bilder                         |
| Proślice (Proschlitz) (Standort)                                | Herz-Jesu-Kirche in Proślice                        | errichtet 1580                                                                    |         | Herz-Jesu-Kirche in Proślice           |
| Rożnów (Rosen) (Standort)                                       | Peter-Paul-Kirche in Rożnów                         | errichtet 1788                                                                    |         | Peter-Paul-Kirche in Rożnów            |
| Świniary Wielkie (Groß Blumenau) (Standort)                     | Bartholomäuskirche in Świniary Wielkie              | errichtet 1762                                                                    |         | Bartholomäuskirche in Świniary Wielkie |
| Wendrin (Standort)                                              | Johanneskirche in Wendrin                           | errichtet im 17. Jh.                                                              |         | Johanneskirche in Wendrin              |
| Wierzbica Dolna (Deutsch Würbitz) (Standort)                    | Kreuzkirche in Wierzbica Dolna                      | errichtet 1688                                                                    |         | Kreuzkirche in Wierzbica Dolna         |

- Ehemals: Biadacz (Ludwigsdorf), Kostów (Kostau) (Seit 1977 in Mallnie), Krzywizna (Schönwald), Kuniów (Kuhnau), Polanowice (Polanowitz), Roszkowice (Roschkowitz) (1847 abgebrannt), Smardy Górne (Ober Schmardt), Wołczyn (Konstadt)
- Weitere Holzkirchen: Fachwerkkirche in Wierzbica Górna (Würbitz)

### Powiat Oleski(Kreis Rosenberg O.S.)
| Lage                                                       | Objekt                                      | Beschreibung                                          | NID-Nr. | Bild                                        |
| ---------------------------------------------------------- | ------------------------------------------- | ----------------------------------------------------- | ------- | ------------------------------------------- |
| Bischdorf (Standort)                                       | Schrotholzkirche St. Hedwig in Bischdorf    | errichtet 1718                                        |         | Schrotholzkirche St. Hedwig in Bischdorf    |
| Borki Wielkie (Groß Borek) (Standort)                      | Friedhofskirche St. Martin in Borki Wielkie | errichtet im 17. Jh.                                  |         | Friedhofskirche St. Martin in Borki Wielkie |
| Boroszów (Boroschau) (Standort)                            | Magdalenenkirche in Boroszów                | errichtet 1679                                        |         | Magdalenenkirche in Boroszów                |
| Gorzów Śląski (Landsberg O.S.), OT Goła (Gohle) (Standort) | Nikolaikirche in Goła                       | errichtet im 17./18. Jh.                              |         | Nikolaikirche in Goła                       |
| Grodzisko (Grötsch) (Standort)                             | Rochuskirche in Grodzisko                   | errichtet 1710                                        |         | Rochuskirche in Grodzisko                   |
| Guttentag (Standort)                                       | Schrotholzkirche St. Valentin in Guttentag  | errichtet im 17. Jh.                                  |         | Schrotholzkirche St. Valentin in Guttentag  |
| Jamy (Jamm) (Standort)                                     | Margaretenkirche in Jamy                    | errichtet 1792                                        |         | Margaretenkirche in Jamy                    |
| Kozłowice (Koselwitz), OT von Gorzów Śląski (Standort)     | Johanneskirche in Kozłowice                 | errichtet im 16./17. Jh.                              |         | Johanneskirche in Kozłowice                 |
| Olesno (Rosenberg) (Standort)                              | Schrotholzkirche St. Anna in Olesno         | errichtet 1518                                        |         | Schrotholzkirche St. Anna in Olesno         |
| Radau (Standort)                                           | Kreuzkirche in Radau                        | errichtet im 18. Jh.                                  |         | Kreuzkirche in Radau                        |
| Sowczyce (Schoffschütz) (Standort)                         | Antoniuskirche in Sowczyce                  | errichtet im 17. Jh., von Łomnica (Lomnitz) umgesetzt |         | Antoniuskirche in Sowczyce                  |
| Stare Olesno (Alt-Rosenberg) (Standort)                    | Magdalenenkirche in Stare Olesno            | errichtet 1680                                        |         | Magdalenenkirche in Stare Olesno            |
| Uszyce (Uschütz), OT von Gorzów Śląski (Standort)          | Marienkirche in Uszyce                      | errichtet 1517                                        |         | Marienkirche in Uszyce                      |
| Wachów (Wachow), OT von Olesno (Standort)                  | Laurentiuskirche in Wachów                  | errichtet 1706                                        |         | Laurentiuskirche in Wachów                  |

- Ehemals: Bodzanowice (Botzanowitz) (1934 nach Ciasna/Cziasnau umgesetzt, 1985 abgebrannt), Budzów (Busow), Gorzów Śląski (Landsberg), Kostellitz (1976 nach Gwoździany/Gwosdzian umgesetzt), Łomnica (Lomnitz) (Nach Sowczyce (Schoffschütz) umgesetzt), Zembowitz (Heute in Gliwice/Gleiwitz), Zdziechowice (Seichwitz) (1939 nach Nassadel umgesetzt, 2010 abgebrannt)

### Powiat Opolski(Kreis Oppeln)
| Lage                               | Objekt                                 | Beschreibung        | NID-Nr. | Bild                                   |
| ---------------------------------- | -------------------------------------- | ------------------- | ------- | -------------------------------------- |
| Bierdzan (Standort)                | Hedwigskirche in Bierdzan              | errichtet 1711      |         | Hedwigskirche in Bierdzan              |
| Bierkowice (Birkowitz) (Standort)  | Schrotholzkirche in Bierkowice         | errichtet 1613      |         | Schrotholzkirche in Bierkowice         |
| Czarnowanz (Standort)              | Annakirche in Czarnowanz               | errichtet 1687–1688 |         | Annakirche in Czarnowanz               |
| Groß Döbern (Standort)             | Rochuskirche in Groß Döbern            | errichtet 1658      |         | Rochuskirche in Groß Döbern            |
| Kollanowitz (Standort)             | Barbarakirche in Kollanowitz           | errichtet 1678      |         | Barbarakirche in Kollanowitz           |
| Ochotz (Standort)                  | Martinskirche in Ochotz                | errichtet 1702      |         | Martinskirche in Ochotz                |
| Popielów (Alt Poppelau) (Standort) | Schrotholzkirche in Popielów           | errichtet 1654      |         | Schrotholzkirche in Popielów           |
| Sakrau-Turawa (Standort)           | Peter-und-Paul-Kirche in Sakrau-Turawa | errichtet 1759      |         | Peter-und-Paul-Kirche in Sakrau-Turawa |

- Ehemals: Brinnitz, Chrosczütz, Comprachtschütz (Jetzt in Ochotz), Ellguth Proskau, Fałkowice (Falkowitz), Karczów (Schönwitz), Kobylno (Kobyllno), Ligota Turawska (Ellguth Turawa) (1945 abgebrannt), Lugnian, Narok (Norok), Nowa Jamka (Deutsch Jamke) (1842 abgetragen), Polnisch Neudorf, Rogi (Rogau) (Seit 1996 im Museum des Oppelner Dorfes), Skarbiszów (Karbischau), Tłustoręby (Kirchberg)

### Powiat Strzelecki(Kreis Groß Strehlitz)
| Lage                                          | Objekt                             | Beschreibung                                                          | NID-Nr. | Bild                               |
| --------------------------------------------- | ---------------------------------- | --------------------------------------------------------------------- | ------- | ---------------------------------- |
| Kaltwasser (Standort)                         | Magdalenenkirche in Kaltwasser     | errichtet 1748                                                        |         | Magdalenenkirche in Kaltwasser     |
| Klutschau (Standort)                          | Elisabethkirche in Klutschau       | errichtet 1748                                                        |         | Elisabethkirche in Klutschau       |
| Olschowa (Standort)                           | Maria-Schnee-Kirche in Olschowa    | errichtet 1748                                                        |         | Maria-Schnee-Kirche in Olschowa    |
| Strzelce Opolskie (Groß Strehlitz) (Standort) | Barbarakirche in Strzelce Opolskie | errichtet 1683                                                        |         | Barbarakirche in Strzelce Opolskie |
| Szczepanek (Stephanshain) (Standort)          | Schrotholzkirche in Szczepanek     | 1960 von Polnisch Neudorf (Polska Nowa Wieś) nach Szczepanek versetzt |         | Schrotholzkirche in Szczepanek     |

### Weitere in der Woiwodschaft Oppeln
| Lage                                                                   | Objekt                      | Beschreibung   | NID-Nr. | Bild                    |
| ---------------------------------------------------------------------- | --------------------------- | -------------- | ------- | ----------------------- |
| Baborów (Bauerwitz) im Powiat Głubczycki (Kreis Leobschütz) (Standort) | Josefskirche in Baborów     | errichtet 1700 |         | Josefskirche in Baborów |
| Mallnie im Powiat Krapkowicki (Kreis Krappitz) (Standort)              | Schrotholzkirche in Mallnie |                |         | weitere Bilder          |
| Repsch im Powiat Prudnicki (Kreis Neustadt O.S.) (Standort)            | Jakobskirche in Repsch      | errichtet 1751 |         | Jakobskirche in Repsch  |

- Ehemals: Schrotholzkirche St. Andreas in Alt-Zabrze, Bielszowice (Bielschowitz) in Ruda Śląska (Ruda), Biskupice (Biskupitz) in Zabrze, Bogucice (Bogutschütz) in Kattowitz, Bojszowy (Boischow) im Powiat Bieruńsko-Lędziński, Laurentiuskirche in Bytom (Beuthen) (1901 von Mikultschütz umgesetzt, 1982 abgebrannt), Margarethenkirche in Bytom (Beuthen) (Im 19. Jahrhundert abgetragen), Bzie (Goldmannsdorf) – Stadtteil von Jastrzębie-Zdrój (Bad Königsdorff-Jastrzemb), Dobrau im Powiat Krapkowicki, Dziećkowice (Dzietzkowitz) – Stadtteil von Myslowitz, Fröbel im Powiat Prudnicki, Jarnołtówek (Arnoldsdorf) im Powiat Nyski, Kobeřice ve Slezsku (Köberwitz) im Hultschiner Ländchen in Tschechien, Ornontowice (Ornontowitz) im Powiat Mikołowski, Raków (Rakau) im Powiat Głubczycki, Tarnowskie Góry (Tarnowitz)